# Drobtinice
Drobtinice je bil slovenski zbornik poljudnega berila za mladino in starejše bralce.
Drobtinice so s prekinitvami pod različnimi imeni izhajale v letih 1846−1901. Z imenom Drobtinice so izhajale v Gradcu (1846–1863), v Mariboru kot  Slomškove Drobtinice (1863–1869), 1887 pa jih je v Ljubljani kot Drobtinice obnovil Frančišek Lampe.  
Drobtinice je ustanovil Anton Martin Slomšek, jih dve leti urejal in do smrti 1862 ostal eden glavnih sodelavcev. Pomembnejši sodelavci in uredniki so bili še F. Kozar, Jožef Rozman in Jožef Virk. Zbornik je vseboval nabožni, življenjepisni, poljudnoleposlovni in glasbeni del; namenjen je bil kot vzgojno nabožno berilo predvsem mladini »v podučevanje ino za kratek čas«, vendar je tudi med starejšimi bralci širil zanimanje za branje in užival precejšno priljubljenost.